# Ярославич
«Яросла́вич» — российский мужской волейбольный клуб из Ярославля. Основан в 1988 году, до 2007 года носил название «Нефтя́ник».

## История
Волейбольная команда «Нефтяник» появилась в 1988 году на базе Новоярославского нефтеперерабатывающего завода по инициативе Сергея Константиновича Шляпникова. В 1991 году команда обрела профессиональный статус, спустя два года вышла в первую лигу чемпионата России, а в 1997 году стала чемпионом высшей лиги, после чего начальник, тренер и капитан «Нефтяника» Сергей Шляпников завершил игровую карьеру и параллельно с «Нефтяником» возглавил молодёжную сборную России. С того времени ярославская клубная система является одним из главных центров подготовки молодых волейболистов.
Основные достижения «Нефтяника» приходятся на 2000—2001 год, когда команда два года подряд занимала 4-е место в Суперлиге и играла в еврокубках. Выступление волжан в Кубке CEV-2000/01 стало ярчайшей страницей в истории клуба, а домашняя победа «Нефтяника» со счётом 3:1 над одной из лучших команд мира, итальянской «Моденой», за которую тогда выступали Роман Яковлев, Алексей Казаков, Андреа Джани, Гёйдо Гёртзен, Ллой Болл, Вигор Боволента, Дамьяно Пиппи и другие звёзды, явилась самой громкой сенсацией европейского сезона. В ответном матче подопечные Сергея Шляпникова уступили с тем же счётом и только по соотношению мячей самая титулованная итальянская команда смогла выйти в полуфинал.
В последующих сезонах «Нефтяник» особых успехов не добивался, а по итогам чемпионата-2005/06 был вынужден покинуть Суперлигу. Но именно в это время больших успехов на молодёжном уровне добились воспитанники ярославской школы Сергей Гранкин, Алексей Остапенко и Максим Михайлов, а Юрий Бережко вошёл в заявку сборной России на чемпионате мира в Японии.
После годичного перерыва «Нефтяник» вернулся в Суперлигу; состав команды, сменившей название на «Ярославич», усилили два легионера — канадец Фредерик Винтерс и аргентинец Лукас Чавес, а также опытнейшие Олег Согрин и Алексей Пашутин. Но главным открытием сезона, как российского, так и международного, стал молодой Максим Михайлов, с огромным перевесом победивший в споре самых результативных игроков чемпионата России-2007/08 и стремительно ворвавшийся в основной состав сборной России.
Перед началом сезона-2008/09 главные изменения произошли в тренерском штабе: вместо возглавлявшего «Ярославич» на протяжении двух предыдущих сезонов Владимира Бабакина главным тренером клуба был назначен итальянский специалист Роберто Серниотти, работавший до прихода в «Ярославич» в итальянской «Роме», а его помощником стал серебряный призёр Олимпиады в Сеуле-1988 Юрий Чередник, в 2008 году завершивший карьеру игрока. Однако этот тандем проработал только до Нового года и не принёс клубу тех результатов, на которые рассчитывали руководство и болельщики. Главным тренером «Ярославича» вновь стал его основатель и президент, тренер юношеской сборной России Сергей Шляпников.
В сезоне-2009/10 в «Ярославиче» выступали знаменитый связующий Вадим Хамутцких, игрок сборной Сербии Боян Янич, опытный украинский доигровщик Алексей Гатин. Усиление состава позволило команде избежать борьбы за выживание и поучаствовать в плей-офф. В четвертьфинале ярославичи уступили будущему чемпиону — казанскому «Зениту». Третий раз подряд диагональный Максим Михайлов стал самым результативным игроком регулярного чемпионата.
Перед стартом сезона-2010/11 Максим Михайлов перешёл в «Зенит» (вместо него был приглашён Семён Полтавский), а турнирные пути ярославской и казанской команд вновь пересеклись в четвертьфинальной серии. В упорной борьбе «Ярославич» был вынужден уступить именитому сопернику — судьба четвертьфинала решилась на тай-брейке пятого, решающего, матча в Казани, где судьи допустили несколько ошибок в пользу «Зенита», после чего главный арбитр встречи был дисквалифицирован до конца сезона. По итогам чемпионата Семён Полтавский стал обладателем Приза Андрея Кузнецова.
Летом 2011 года Сергей Шляпников, оставшись президентом «Ярославича», перешёл на тренерскую работу в новоуренгойский «Факел». В сезоне-2011/12 главным тренером ярославской команды работал Олег Молибога, а старшим тренером — Сергей Цветнов. В апреле 2012 года официальный партнёр «Ярославича» прекратил финансирование команды, до начала нового сезона вопрос с привлечением спонсоров и комплектованием команды полностью не был решён. На предварительном этапе чемпионата России-2012/13 «Ярославич» под руководством Сергея Чабана, ранее работавшего с молодёжной командой, отметился серией из 15 поражений подряд и занял последнее место в Синей группе, но сумел выйти из кризиса, в чём немалую роль сыграли приглашённые в ходе сезона связующий Вадим Хамутцких и доигровщик Марко Боич. По итогам турнира за 9—14-е места волжане решили задачу по сохранению прописки в Суперлиге.
В сентябре 2013 года новым главным тренером «Ярославича» стал Николай Желязков, но после шести поражений подряд со старта нового чемпионата России руководство клуба заявило о расторжении контракта с болгарским специалистом и приглашении на должность главного тренера Сергея Цветнова. Надежды болельщиков были связаны с возвращением в команду либеро Александра Соколова и нападающего Семёна Полтавского, однако олимпийский чемпион Лондона возобновил выступления после операции на ахилловом сухожилии только в феврале, а Полтавский начинал сезон как доигровщик и только с появлением в команде француза Гийома Кеска смог вернуться на более привычную для себя позицию диагонального. «Ярославич» поднялся с последнего места в турнирной таблице на 13-е, но затем неудачно выступил в переходном турнире и выбыл в высшую лигу «А».
В связи с понижением статуса «Ярославич» потерял всех игроков основного состава. Услугами бывших «медведей» воспользовались «Кузбасс», пригласивший к себе блокирующего Инала Тавасиева и диагонального Андрея Колесника, оренбургский «Нефтяник», куда перешёл доигровщик Владимир Иванов, краснодарское «Динамо», игроком которого стал Александр Соколов. Пополнили состав в основном молодые игроки из коллективов высшей лиги «А». В сезоне-2014/15 для решения задачи по сохранению прописки теперь уже во втором по значимости дивизионе руководству клуба пришлось несколько раз совершать перестановки в тренерском штабе — командой по очереди руководили Владимир Хроменков, Сергей Чабан, Сергей Доперт, а на переходный турнир «Ярославич» отправился во главе со своим основателем Сергеем Шляпниковым. По итогам матчей в Витязеве волжане стали вторыми и сохранили право выступать в высшей лиге «А».
В мае 2015 года на должность главного тренера «Ярославича» был приглашён наставник сборной Беларуси Виктор Сидельников, важным событием межсезонья стало возвращение в команду олимпийского чемпиона Александра Соколова. В чемпионате высшей лиги «А»-2015/16 «Ярославич» занял 7-е место, а спустя год финишировал первым и завоевал право вернуться в Суперлигу. В двух сезонах в элитном дивизионе команда боролась за выживание: в 2018 году подопечные Сидельникова успешно выступили в переходном турнире, а в сезоне-2018/19 команда под руководством Юрия Филиппова, а затем Андрея Ноздрина заняла в чемпионате последнее место и в очередной раз выбыла из Суперлиги.

## Результаты выступлений

### Чемпионат России
| Сезон   | Лига                 | Место | И  | В  | П  | С/П    | Главный тренер                                  |
| ------- | -------------------- | ----- | -- | -- | -- | ------ | ----------------------------------------------- |
| 1992/93 | 2-я лига (III)       | 4-е   |    |    |    |        | Сергей Шляпников                                |
| 1993/94 | 1-я лига (II)        | 5-е   |    |    |    |        | Сергей Шляпников                                |
| 1994/95 | 1-я лига (II)        | 11-е  |    |    |    |        | Сергей Шляпников                                |
| 1995/96 | Высшая лига (II)     | 11-е  |    |    |    |        | Сергей Шляпников                                |
| 1996/97 | Высшая лига (II)     | 1-е   |    |    |    |        | Сергей Шляпников                                |
| 1997/98 | Суперлига «Б» (II)   | 2-е   | 35 | 27 | 8  | 92:44  | Сергей Шляпников                                |
| 1998/99 | Суперлига «Б» (II)   | 4-е   | 30 | 17 | 13 | 66:52  | Сергей Шляпников                                |
| 1999/00 | Суперлига (I)        | 4-е   | 34 | 18 | 16 | 68:67  | Сергей Шляпников                                |
| 2000/01 | Суперлига (I)        | 4-е   | 46 | 25 | 21 | 97:78  | Сергей Шляпников                                |
| 2001/02 | Суперлига (I)        | 6-е   | 44 | 17 | 27 | 72:93  | Сергей Шляпников                                |
| 2002/03 | Суперлига (I)        | 11-е  | 44 | 14 | 30 | 67:99  | Сергей Шляпников                                |
| 2003/04 | Суперлига (I)        | 11-е  | 34 | 12 | 22 | 52:78  | Сергей Шляпников                                |
| 2004/05 | Суперлига (I)        | 10-е  | 36 | 19 | 17 | 71:68  | Сергей Шляпников                                |
| 2005/06 | Суперлига (I)        | 11-е  | 34 | 11 | 23 | 41:84  | Сергей Шляпников                                |
| 2006/07 | Высшая лига «А» (II) | 1-е   | 44 | 34 | 10 | 113:50 | Владимир Бабакин                                |
| 2007/08 | Суперлига (I)        | 9-е   | 22 | 7  | 15 | 36:52  | Владимир Бабакин                                |
| 2008/09 | Суперлига (I)        | 9-е   | 34 | 17 | 17 | 65:71  | Роберто Серниотти, Сергей Шляпников             |
| 2009/10 | Суперлига (I)        | 8-е   | 25 | 10 | 15 | 46:56  | Сергей Шляпников                                |
| 2010/11 | Суперлига (I)        | 8-е   | 27 | 12 | 15 | 49:57  | Сергей Шляпников                                |
| 2011/12 | Суперлига (I)        | 13-е  | 28 | 11 | 17 | 42:60  | Олег Молибога                                   |
| 2012/13 | Суперлига (I)        | 12-е  | 32 | 8  | 24 | 39:81  | Сергей Чабан                                    |
| 2013/14 | Суперлига (I)        | 13-е  | 22 | 6  | 16 | 27:53  | Николай Желязков, Сергей Цветнов                |
| 2013/14 | Переходный турнир    | 4-е   | 6  | 1  | 5  | 8:16   | Сергей Цветнов                                  |
| 2014/15 | Высшая лига «А» (II) | 10-е  | 44 | 14 | 30 | 70:105 | Владимир Хроменков, Сергей Чабан, Сергей Доперт |
| 2014/15 | Переходный турнир    | 2-е   | 6  | 3  | 3  | 14:12  | Сергей Шляпников                                |
| 2015/16 | Высшая лига «А» (II) | 7-е   | 44 | 20 | 24 | 84:83  | Виктор Сидельников                              |
| 2016/17 | Высшая лига «А» (II) | 1-е   | 44 | 30 | 14 | 106:63 | Виктор Сидельников                              |
| 2017/18 | Суперлига (I)        | 13-е  | 29 | 4  | 25 | 32:79  | Виктор Сидельников                              |
| 2017/18 | Переходный турнир    | 2-е   | 6  | 5  | 1  | 15:7   | Виктор Сидельников                              |
| 2018/19 | Суперлига (I)        | 14-е  | 36 | 4  | 32 | 33:102 | Юрий Филиппов, Андрей Ноздрин                   |
| 2019/20 | Высшая лига «А» (II) | 13-е  | 26 | 11 | 15 | 44:59  | Андрей Ноздрин, Сергей Доперт                   |
| 2020/21 | Высшая лига «А» (II) | 4-е   | 28 | 19 | 9  | 63:45  | Алексей Рудаков                                 |
| 2021/22 | Высшая лига «А» (II) | 11-е  | 44 | 21 | 23 | 83:78  | Владимир Хроменков, Алексей Рудаков             |
| 2022/23 | Высшая лига «А» (II) | 3-е   | 45 | 35 | 10 | 117:56 | Юрий Булычёв, Сергей Шляпников                  |
| 2023/24 | Высшая лига «А» (II) | 3-е   | 43 | 29 | 14 | 101:59 | Сергей Шляпников                                |
| 2024/25 | Высшая лига «А» (II) | 1-е   | 40 | 34 | 6  | 111:38 | Сергей Гранкин                                  |

### Еврокубки
| Сезон   | Результат                 | И | В | П | С/П  | Главный тренер   |
| ------- | ------------------------- | - | - | - | ---- | ---------------- |
| 2000/01 | 1/4 финала Кубка CEV      | 7 | 6 | 1 | 19:7 | Сергей Шляпников |
| 2001/02 | групповой раунд Кубка CEV | 3 | 2 | 1 | 6:4  | Сергей Шляпников |

## Достижения
- 4-е место в чемпионате России — 1999/00, 2000/01.
- Полуфиналист Кубка России — 2007.
- Четвертьфиналист Кубка Европейской конфедерации волейбола — 2000/01.

## Сезон-2024/25

### Переходы
- Пришли: главный тренер Сергей Гранкин, связующий Никита Борчиков («Динамо-ЛО»), диагональные Иван Худяков (МГТУ) и Дейвид Крастев («Раднички», Сербия), доигровщики Андрей Бобров («Университет»), Павел Шустров (пляжный волейбол) и Дауда Якубу («Дамак», Саудовская Аравия), либеро Алексей Кабешов («Локомотив-Изумруд»).
- Ушли: связующий Никита Савостьянов («Шахтёр», Беларусь), диагональный Егор Поторочин, доигровщики Матвей Кутлунин (оба — «Локомотив-Изумруд»), Дмитрий Лепёхин («Динамо» Челябинск), Борис Фистюлёв («Автомобилист») и Иван Кузнецов, центральные блокирующие Роман Еркин, Алексей Плужников («Энергия», Беларусь), либеро Илья Кириллов («Газпром-Югра») и Егор Иванов («Локомотив-Изумруд»).

### Состав команды
| №                       | Имя                     | Год рождения            | Рост                    |                         |                         |
| Центральные блокирующие | Центральные блокирующие | Центральные блокирующие | Центральные блокирующие | Центральные блокирующие | Центральные блокирующие |
| ----------------------- | ----------------------- | ----------------------- | ----------------------- | ----------------------- | ----------------------- |
| 13                      | Владимир Чивель         | 1993                    | 210                     |                         |                         |
| 19                      | Павел Николаенко        | 1991                    | 207                     |                         |                         |
| 22                      | Кирилл Ситюк            | 2000                    | 212                     |                         |                         |
| Связующие               |                         |                         |                         |                         |                         |
| 10                      | Никита Борчиков         | 2003                    | 192                     |                         |                         |
| 12                      | Дмитрий Козлов          | 1987                    | 194                     |                         |                         |
| Диагональные            |                         |                         |                         |                         |                         |
| 1                       | Андрей Гуцуляк          | 2001                    | 205                     |                         |                         |
| 5                       | Дейвид Крастев          | 1999                    | 200                     |                         |                         |
| 8                       | Иван Худяков            | 2001                    | 207                     |                         |                         |

| №                                | Имя                | Год рождения | Рост        |
| Доигровщики                      | Доигровщики        | Доигровщики  | Доигровщики |
| -------------------------------- | ------------------ | ------------ | ----------- |
| 2                                | Артём Хрусталёв    | 1995         | 200         |
| 3                                | Андрей Бобров      | 1998         | 195         |
| 6                                | Павел Шустров      | 2000         | 192         |
| 20                               | Дауда Якубу        | 1995         | 200         |
| Либеро                           |                    |              |             |
| 7                                | Александр Лаптев   | 2002         | 178         |
| 14                               | Алексей Кабешов    | 1991         | 190         |
| 15                               | Дмитрий Смородинов | 2006         | 192         |
| Главный тренер — Сергей Гранкин  |                    |              |             |
| Старший тренер — Никита Медведев |                    |              |             |

## Молодёжная команда
Фарм-команда «Ярославича» «Строитель» с сезона-1999/2000 выступала в высшей лиге «Б» чемпионата России, в 2007—2011 годах имела статус базовой команды юниорской и молодёжной сборных России (игроки 1991—1992 годов рождения). В сентябре 2010 года в Беларуси Игорь Филиппов, Сергей Киндинов, Алексей Плужников и Андрей Колесник — сильнейшие игроки «Строителя», привлекавшиеся также к матчам за «Ярославич», под руководством Сергея Шляпникова стали победителями молодёжного чемпионата Европы, Игорь Филиппов был удостоен призов самому ценному игроку и лучшему блокирующему турнира. В 2011 году Сергей Шляпников привёл молодёжную сборную России к победе на чемпионате мира в Бразилии, в составе победителей были игроки ярославского клуба Игорь Тисевич, Андрей Колесник, Игорь Филиппов и Алексей Плужников.
С сезона 2011/12 вместо «Строителя» была создана молодёжная команда «Ярославские медведи», выступавшая в Молодёжной лиге, с сезона-2014/15 игравшая в первой лиге — чемпионате Центрального федерального округа, а с 2017 года — вновь в Молодёжной лиге. В сентябре 2014 года игроки «Ярославских медведей» Азизбек Исмаилов и Дмитрий Мостов в составе молодёжной сборной выиграли чемпионат Европы.

## Прочее
«Ярославич» выступает в Спортивно-оздоровительном комплексе «Атлант» (улица Павлова, 2), вмещающем 1000 зрителей.
С сезона 2009/2010 у команды есть группа поддержки «Lucky Star».
Официальный партнёр команды — Правительство Ярославской области.